# Attestation de sécurité routière
Pour les articles homonymes, voir ASR.
L'attestation de sécurité routière (ASR) est une certification française qui sanctionne les connaissances élémentaires en matière de sécurité routière et qui s'inscrit dans le continuum éducatif à la route.

## Description
À partir de 16 ans, toute personne non scolarisée (instruit en famille, déscolarisé, gens du voyage ou étranger) peut passer l’ASR, ainsi que les étudiants ayant raté l'ASSR pendant leur scolarité. Il possède une équivalence à l’ASSR1 et ASSR2.
L’obtention de l’ASR permet de suivre la formation du permis AM (comme ASSR1), du permis B (et b1), A (et A1) (comme ASSR2). Il permet de vérifier que la personne connaît les règles élémentaires de sécurité routière avant de s'engager dans la formation pratique de la conduite d'un cyclomoteur ou d'une quadricycle léger à moteur (voiturette) ou bien dans la formation théorique et pratique à la conduite d'une voiture, d'une motocyclette ou d'un quadricycle lourd à moteur.

## Greta
Il est dispensé par et prévu dans le cadre des Greta (Groupement d’établissement pour la formation des adultes). Cet examen gratuit se déroule 2 fois par an dans les réseaux du GRETA dans chaque département.
La liste des établissements qui organisent est disponible à l’inspection académique de chaque département, sur le site Internet du ministère de l’Éducation nationale et sur le site de la Sécurité routière.

## Formation

### Diplôme
L’ASR est délivré aux personnes ayant obtenu 10/20 à un questionnaire de type QCM de 20 questions. Les questions sont en rapport avec des situations concrètes de circulation ou des représentations graphiques proposées sur support audiovisuel et portant sur la liste les thèmes de sécurité.
L’élève peut repasser l’épreuve autant de fois qu’il le souhaite.
Le diplôme est délivré par le directeur du GRETA.

### Établissement
La préparation ou formation peut se faire dans les établissements agréés à l'enseignement de la conduite (auto-école), les associations d’insertion ou de réinsertion sociale ou pro fessionnelle, dans des organismes de formation professionnelle agréés.

### Thèmes traités
- Règles générales de circulation applicables aux cyclistes, cyclomotoristes et conducteurs de quadricycles légers à moteur.
- Règles spécifiques applicables aux cyclistes et cyclomotoristes :
  - Sur piste cyclable ;
  - En groupe ;
  - Lors des changements de direction à droite et à gauche.
- Règles de circulation des piétons et des utilisateurs de rollers, patins à roulettes, planches à roulettes :
  - Utilisation des trottoirs ;
  - Utilisation des passages pour piétons ;
  - Comportement en présence de feux destinés aux piétons.
- Règles de priorité :
  - Ordre de passage aux intersections ;
  - Cas particuliers des ronds-points et des carrefours à sens giratoire ;
- Comportements :
  - En cas d'accident (protéger/alerter/secourir) ;
  - Pour monter ou descendre d'un véhicule.
- Signalisation :
  - Connaissance de la signalisation horizontale ;
  - Connaissance de la signalisation verticale (forme, couleur, signification des panneaux et des feux lumineux).
- Vitesse et temps de réaction :
  - Vitesse réglementaire, adaptée ;
  - Temps de réaction ;
  - Distance de freinage et d'arrêt.
- Les moyens de protection : système de retenue, casque :
  - Les obligations ;
  - Leur utilité.
- Alcool, drogues, médicaments :
  - Les effets de leur consommation ;
  - Les interdictions.
- Visibilité :
  - Équipements des cycles, cyclomoteurs et quadricycles légers à moteur ;
  - Équipements des cyclistes et cyclomotoristes ;
  - Voir et être vu.
- La transformation d'un cyclomoteur :
  - Les interdictions ;
  - Les effets sur la conduite.
- Pneumatiques :
  - Incidence de leur état et de leur pression sur la sécurité.

### Cadre réglementaire

#### Code de la route
- Code de la route Livre II  - Titre 2  - Chapitre 1 - Section 1 Attestations et brevet de sécurité routière.

#### Attestations de sécurité routière
- Arrêté du 17 décembre 2003 relatif à l'attestation de sécurité routière.